# Gephyromantis
Gephyromantis Methuen, 1920 è un genere di rane della famiglia Mantellidae, endemico del Madagascar.

## Tassonomia
Il genere comprende le seguenti specie:
- Gephyromantis ambohitra (Vences and Glaw, 2001)
- Gephyromantis angano Scherz, Vences, Borelli, Ball, Nomenjanahary, Parker, Rakotondratsima, Razafimandimby, Starnes, Rabearivony, and Glaw, 2017
- Gephyromantis asper (Boulenger, 1882)
- Gephyromantis atsingy Crottini, Glaw, Casiraghi, Jenkins, Mercurio, Randrianantoandro, Randrianirina, and Andreone, 2011
- Gephyromantis blanci Guibé, 1974
- Gephyromantis boulengeri Methuen, 1920
- Gephyromantis ceratophrys (Ahl, 1929 "1928")
- Gephyromantis cornutus (Glaw and Vences, 1992)
- Gephyromantis corvus (Glaw and Vences, 1994)
- Gephyromantis decaryi Angel, 1930
- Gephyromantis eiselti Guibé, 1975
- Gephyromantis enki (Glaw and Vences, 2002)
- Gephyromantis granulatus (Boettger, 1881)
- Gephyromantis grosjeani Scherz, Rakotoarison, Ratsoavina, Hawlitschek, Vences, and Glaw, 2018
- Gephyromantis hintelmannae Wollenberg, Glaw, and Vences, 2012
- Gephyromantis horridus (Boettger, 1880)
- Gephyromantis kintana Cocca, Andreone, Belluardo, Rosa, Randrianirina, Glaw, and Crottini, 2020
- Gephyromantis klemmeri Guibé, 1974
- Gephyromantis leucocephalus Angel, 1930
- Gephyromantis leucomaculatus (Guibé, 1975)
- Gephyromantis lomorina Scherz, Hawlitschek, Razafindraibe, Megson, Ratsoavina, Rakotoarison, Bletz, Glaw, and Vences, 2018
- Gephyromantis luteus (Methuen and Hewitt, 1913)
- Gephyromantis mafy Vieites, Wollenberg, and Vences, 2012
- Gephyromantis malagasius (Methuen and Hewitt, 1913)
- Gephyromantis moseri (Glaw and Vences, 2002)
- Gephyromantis plicifer (Boulenger, 1882)
- Gephyromantis pseudoasper (Guibé, 1974)
- Gephyromantis ranjomavo Glaw and Vences, 2011
- Gephyromantis redimitus (Boulenger, 1889)
- Gephyromantis rivicola (Vences, Glaw, and Andreone, 1997)
- Gephyromantis runewsweeki Vences and De la Riva, 2007
- Gephyromantis salegy (Andreone, Aprea, Vences, and Odierna, 2003)
- Gephyromantis saturnini Scherz, Rakotoarison, Ratsoavina, Hawlitschek, Vences, and Glaw, 2018
- Gephyromantis schilfi (Glaw and Vences, 2000)
- Gephyromantis sculpturatus (Ahl, 1929)
- Gephyromantis silvanus (Vences, Glaw, and Andreone, 1997)
- Gephyromantis spiniferus (Blommers-Schlösser and Blanc, 1991)
- Gephyromantis striatus (Vences, Glaw, Andreone, Jesu, and Schimmenti, 2002)
- Gephyromantis tahotra Glaw, Köhler, and Vences, 2011
- Gephyromantis tandroka (Glaw and Vences, 2001)
- Gephyromantis thelenae (Glaw and Vences, 1994)
- Gephyromantis tohatra Scherz, Razafindraibe, Rakotoarison, Dixit, Bletz, Glaw, and Vences, 2017
- Gephyromantis tschenki (Glaw and Vences, 2001)
- Gephyromantis ventrimaculatus (Angel, 1935)
- Gephyromantis verrucosus Angel, 1930
- Gephyromantis webbi (Grandison, 1953)
- Gephyromantis zavona (Vences, Andreone, Glaw, and Randrianirina, 2003)